# George Thorogood
George Thorogood (Wilmington, Delaware, 24 de febrero de 1950) es un guitarrista, vocalista y compositor de blues rock estadounidense. Es el líder del grupo George Thorogood & The Destroyers y es el autor de los temas Bad to the Bone, I Drink Alone, entre otras canciones.

## Biografía
Thorogood nació el 24 de febrero de 1950 y se crio en Naamans Manor, un barrio en las afueras de Wilmington, Delaware, donde su padre trabajaba para DuPont. Se graduó en la Escuela Secundaria de Brandywine en 1968. Fue el tercero de cinco hijos: dos hermanos mayores, John y Pete, y dos hermanas menores, las gemelas Anne y Liza. Anne murió abruptamente el 21 de febrero de 2008.  

## Carrera

### George Thorogood & The Destroyers
El demo de Thorogood, Better than the rest, fue grabado en 1974 y lanzado en 1979. En 1976 grabó su álbum debut: George Thorogood & The Destroyers con su banda, The Destroyers (a veces conocida como The Delaware Destroyers o, simplemente, GT y D), que fue publicado en 1977. Un año después grabaron su siguiente álbum, titulado Move It On Over.
Please Set a Date y su nueva versión de la canción de Bo Diddley Who Do You Love?  le siguieron en 1979. Poco después de este éxito, su banda The Destroyers le forzó a dejar de jugar al béisbol. En la década de 1970, él y su banda tenían su sede en Boston (véase también el Hound Dog Taylor). 
George y The Destroyers de Delaware eran amigos de Jimmy Thackery y The Nighthawks. Durante la gira en la década de 1970, The Destroyers y the Nighthawks la pasaron a estar tocando en Georgetown (DC) en las sedes de enfrente el uno del otro. The Destroyers fueron contratados en El Cellar Door y el Nighthawks en Desperados. 
Thorogood ganó su corriente principal de la primera exposición como un acto de apoyo a The Rolling Stones durante su gira por EE. UU. en 1981. También fue el invitado especial musical en el programa de televisión Saturday Night Live (Temporada 8, Episodio 2)  el 2 de octubre del año 1982. Durante este tiempo, George y The Destroyers también fueron conocidos por su riguroso programa, incluyendo el 50/50 de gira de 1980, en el que la banda recorrió 50 estados de EE. UU. en el espacio de 50 días. Después de dos conciertos en Boulder, Colorado, Thorogood y su banda viajaron a Hawaii para una exposición, y entonces se realiza un show en Alaska a la noche siguiente. Al día siguiente, la banda viajó al estado de Washington.
Además, la banda tocó en Washington D. C., el mismo día en que se realiza un espectáculo en Maryland. Esta mayor visibilidad hizo que Thorogood firmara el contrato con Rounder Records. 
Después firmó con el EMI America Records y en 1982 lanzó su canción más famosa,  Bad to the Bone  incluida en su álbum homónimo. La canción ha sido utilizada con frecuencia en televisión y cine, incluyendo el thriller de ciencia ficción Terminator 2: Judgment Day, las comedias Este chico es un demonio y Este chico es un demonio 2, Megamente, entre otras.

## Discografía

### Álbumes de estudio
- 1974: Better Than the Rest (Rereleased by MCA in 1979)
- 1977: George Thorogood and the Destroyers
- 1978: Move It on Over
- 1980: More George Thorogood and the Destroyers
- 1982: Bad to the Bone
- 1985: Maverick
- 1986: Nadine (CD Rerelease of Better Than the Rest)
- 1988: Born to Be Bad
- 1991: Boogie People
- 1993: Haircut
- 1997: Rockin' My Life Away
- 1999: Half a Boy and Half a Man
- 2003: Ride 'Til I Die
- 2006: The Hard Stuff
- 2009: The Dirty Dozen
- 2011: 2120 South Michigan Ave.
- 2017: Party of one

### Álbumes en vivo
- 1986: Live
- 1995: Live: Let's Work Together
- 1999: Live in '99
- 2004: 30th Anniversary Tour: Live
- 2010: Live in Boston 1982
- 2014: Live At Montreux 2013

### Compilaciones
- 1992: The Baddest of George Thorogood and the Destroyers
- 2000: Anthology
- 2003: Who Do You Love?
- 2004: Greatest Hits: 30 Years of Rock
- 2005: The Best Of George Thorogood and the Destroyers
- 2007: Taking Care of Business (double disc of Ride 'Til I Die (w/ 2 bonus tracks) and 30th Anniversary Tour)
- 2013: Icon